# 이케마츠 소스케
이케마츠 소스케(일본어: 池松 壮亮, 1990년 7월 9일 ~ )는 일본의 배우이다.

## 학력
- 후쿠오카 대학 부속 오호리 고등학교 (졸업)
- 니혼 대학 예술학부 영화학과 (졸업)

## 연혁
- 2001년, 10살에 뮤지컬 『라이온 킹』의 어린 심바역으로 데뷔 .[1]
- 2003년, 헐리우드영화 『라스트사무라이』로 영화 첫 출연.주인공 알그렌(톰크루즈)과 마음을 나누는 소년 히겐을 연기, 제30회 새턴상에서 신인배우상 후보에 올랐다.
- 2005년, 영화 철인28호에서 주인공 카네다쇼타로를 연기해, 영화 첫주연을 맡았다.
- 2007년, 대하드라마 『풍림화산』에서 타케다카츠치요(신겐의 소년시절)와 그의 아들 다케다 가쓰요리 2역을 연기했다.
- 2009년, 『연속 인형활극 신 삼총사』에서 인형극 성우에 처음 도전하였다. 2006년 방송된 『신선조!!히지가타도시죠 최후의 하루』에서 이치무라테츠노스케를 연기할 당시 이케마츠의 마음을 울리는 연기에 각본가인 미타니코키의 인상에 남은 것을 계기로 주인공 달타냥역에 지명되었다. 달타냥의 얼굴은 이케마츠의 이미지로 만들어졌다.
- 같은 해 3월에 후쿠오카현에 있는 고등학교를 졸업하고, 대학 진학을 위해 도쿄로 이주하였다. 2010년 5월에 블루샤토르에서 호리프로로 이적하였다.
- 2013년에 대학을 졸업한 후 배우 한길을 걷게되어, 의욕적으로 다양한 장르의 작품에 출연.
- 2014년, 영화 『우리들의 가족』,『종이달』등 에서의 연기가 높이 평가되어 블루리본상, 키네마준보 베스트텐 등 일본의 주요 영화제에서 4개의 조연남우상을 수상. 드라마 『MOZU』시리즈에서는 쌍둥이 킬러역을 1인 2역으로 연기하며 격렬한 액션에도 도전. 제 39회 에란도르신인상을 수상하였다.
- 2018년에는 주연한 영화 《킬링》이 제75회 베네치아 국제 영화제 경쟁 부문에 초대를 받았다.[2]

## 출연 작품

### 영화
| 연도 | 제목                                                  | 배역                           | 비고 |
| ---- | ----------------------------------------------------- | ------------------------------ | ---- |
| 2003 | 《라스트 사무라이》                                   |                                |      |
| 2005 | 《철인 28호》                                         | 가네다 쇼타로                  | 주연 |
| 2005 | 《남자들의 야마토》                                   |                                |      |
| 2006 | 《우동》                                              | 미즈사와 쇼타로                |      |
| 2006 | 《밤의 피크닉》                                       | 사카키 준야                    |      |
| 2006 | 애니메이션 영화 《원피스: 오마츠리 남작과 비밀의 섬》 | DJ                             | 성우 |
| 2007 | 《푸른 늑대》                                         | 테무진 (소년기)                |      |
| 2008 | 《모래시계》                                          | 키타무라 다이고 (중·고교 시절) |      |
| 2008 | 《다이브》                                            | 후지타니 요이치                | 주연 |
| 2009 | 《이케와 나》                                         | 요시오 (대학생 시절)           |      |
| 2010 | 《반쪽 달이 떠오르는 하늘》                           | 유이치                         | 주연 |
| 2010 | 《신씨, 탄광마을의 세레나데》                         | 츠지우치 마모루                |      |
| 2011 | 《만약 고교야구 여자 매니저가 피터드러커를 읽는다면》 | 카시와기 지로                  |      |
| 2011 | 《고, 보이즈! : 마지막 잎새 사수 프로젝트》           | 오와다 카지                    |      |
| 2012 | 《빗방울의 작은 역사》                                |                                |      |
| 2012 | 《별에게 소원을》                                     | 후쿠도메                       | 주연 |
| 2013 | 《요노스케 이야기》                                   | 쿠라모치 잇페이                |      |
| 2013 | 《상경이야기》                                        | 오카자키                       |      |
| 2013 | 《하우 셀피쉬 아이 엠!》                              | 리쿠오                         | 주연 |
| 2014 | 《사랑의 소용돌이》                                   | 니트                           | 주연 |
| 2014 | 《어른 드롭》                                         | 아사이                         | 주연 |
| 2014 | 《이별까지 7일》                                      | 슌페이                         |      |
| 2014 | 《봄을 짊어지고》                                     | 스나가                         |      |
| 2014 | 《나의 하와이 산책》                                  | 타지마                         |      |
| 2014 | 《사랑, 육체를 느낄 때》                              | 타카노                         |      |
| 2014 | 《종이 달》                                           | 히라바야시 코타                |      |
| 2014 | 《밴쿠버의 아침》                                     |                                |      |
| 2015 | 《사랑의 작은 역사》                                  |                                |      |
| 2015 | 《우리들의 숨가쁜 여정》                              |                                |      |
| 2015 | 《극장판 MOZU》                                       | 신가이 카즈히코                |      |
| 2016 | 《쉘 콜렉터》                                         |                                |      |
| 2016 | 《무반주》                                            |                                |      |
| 2016 | 《디스트럭션 베이비》                                 | 미우라                         |      |
| 2016 | 《태풍이 지나가고》                                   | 마치다 켄토                    |      |
| 2016 | 《세토우츠미》                                        | 우츠미 소우                    | 주연 |
| 2016 | 《섬바디스 실로폰》                                   |                                |      |
| 2016 | 《아주 긴 변명》                                      | 키시모토 노부스케              |      |
| 2016 | 《데스노트: 더 뉴 월드》                              | 류자키                         |      |
| 2016 | 《심야식당 2》                                        | 타카키 세이타                  |      |
| 2017 | 《도쿄의 밤하늘은 항상 가장 짙은 블루》               | 신지                           | 주연 |
| 2018 | 《어느 가족》                                         | 4번 손님                       |      |
| 2018 | 《너는, 너라서, 너다》                                | 오자키 유타카가 되고싶은 남자  | 주연 |
| 2018 | 《사무라이스 프라미스》                               |                                |      |
| 2018 | 《킬링》                                              | 츠즈키 모쿠노신                | 주연 |
| 2019 | 《마치다군의 세계》                                   | 요시타카 요헤이                |      |
| 2019 | 《위 아 리틀 좀비》                                   | 모치즈키                       |      |
| 2019 | 《옆얼굴》                                            | 요네다 카즈미치                |      |
| 2019 | 《미야모토가 너에게》                                 | 미야모토 히로시                | 주연 |
| 2019 | 《변사》                                              | 후타가와 분타로                |      |
| 2021 | 《당신은 믿지 않겠지만》                              | 아오키                         | 주연 |
| 2022 | 《그저 문득 생각났을 뿐》                             | 테루오                         | 주연 |
| 2023 | 《신 가면라이더》                                     | 혼고 타케시/가면라이더         | 주연 |
| 2023 | 《오키쿠와 세계》                                     | 야스케                         |      |

### 드라마
| 연도 | 제목                                   | 배역                                      | 방송사              | 비고        |
| ---- | -------------------------------------- | ----------------------------------------- | ------------------- | ----------- |
| 2002 | 《우키하-소년들의 여름》               | 무라카미 켄사쿠                           | NHK 후쿠오카 방송국 | 주연        |
| 2005 | NHK 대하드라마《요시츠네》             | 미나모토노 요시토모 (소년기)              | NHK                 |             |
| 2006 | 《신선조!!히지가타도시죠 최후의 하루》 | 이치무라 테츠노스케                       | NHK                 |             |
| 2007 | NHK 대하드라마《풍림화산》             | 다케다 카츠치요, 다케다 카츠요리 (소년기) | NHK                 |             |
| 2009 | 《생명의 섬》                          | 니이미 토오루                             | TBS                 |             |
| 2010 | 《토메 하넷! 스즈리 고교 서예부》      | 오오에 유카리                             | NHK                 | 주연        |
| 2010 | 《Q10》                                | 쿠보 타케히코                             | NTV                 |             |
| 2011 | 《태양은 또 뜬다》                     | 유하라 슈우타                             | TV 아사히           |             |
| 2012 | 《솔개》                               | 이치카와 아키라                           | NHK                 |             |
| 2012 | 《엔드롤 전설의 아버지》               | 오자키켄타로우                            | WOWOW               |             |
| 2013 | 드라마W 미타니 코키 《대공항 2013》    | 타노쿠라 무쯔오                           | WOWOW               |             |
| 2014 | 《MOZU Season1~때까치 우는 밤~》       | 신가이 카즈히코,신가이 히로미             | TBS                 |             |
| 2014 | 《MOZU Season2~환상의 날개~》          | 신가이 카즈히코                           | WOWOW               |             |
| 2015 | 《오리엔트 특급 살인사건》             | 하자마 사이스케                           | 후지 TV             |             |
| 2016 | 《요코미조 세이시 단편집》             | 긴다이치 고스케                           | NHK BS 프리미엄     | 주연        |
| 2016 | 《더 시티 오브 비트레이얼》            | 스가와라 유이치                           | dtv                 |             |
| 2016 | 《데스노트 NEW GENERATION》            | 류자키                                    | Hulu                |             |
| 2017 | 《은과 금》                            | 모리타 테츠오                             | TV 도쿄             | 주연        |
| 2018 | 《미야모토가 너에게》                  | 미야모토 히로시                           | TV 도쿄             | 주연        |
| 2019 | 《디자이너 시부이 나오토의 휴일》      | 마스터                                    | TV 도쿄             | 게스트 출연 |
| 2019 | 《심야식당 -Tokyo Stories Season2-》   | 세이타                                    | Netflix             | 10화        |
| 2020 | 《요코미조 세이시 단편집 Ⅱ》           | 긴다이치 고스케                           | NHK BS 프리미엄     | 주연        |
| 2021 | 《당신 곁에서 내일이 웃는다》          | 하야마 에이키                             | NHK                 | 주연        |

### 뮤직 비디오
| 연도 | 가수                | 곡명             | MV |
| ---- | ------------------- | ---------------- | -- |
| 2013 | 노기자카46          | 너의 이름은 희망 | MV |
| 2013 | 크리프하이프        | 통상반           | MV |
| 2016 | 심호흡              | 하나레구미       | MV |
| 2016 | TOKYO CULTURE STORY | 콘야와 부기・백  | MV |

### 광고(CF)
- 서부 가스 (2004년 ~ 2006년)
- 칼피스 칼피스 워터 (2007년)
- NTT 도코모 walk with you 2011 SUMMER (2011년)
- 일본 생명보험 (2012년 ~ 2013년)
- 리크루트 (2014년)
- 다이와 하우스 (2014년 ~ 2015년)
- LINE버블2 (2016년)
- BEAMS (2016년)
- JT (2016년 ~ )
- 산토리푸즈 데카 비타 C (2017년 ~ 2018년)
- Wright Flyer Studios 소멸도시2 (2017년)
- BIGLOBE모바일 (2017년 ~ 2018년)
- 세븐은행 (2017년 ~ )
- 다이토 건탁 (2018년 ~ 2020년)
- 에자키 글리코 「가위 바위 보 글리코 2020」 (2020년)
- 파르코 (2020년)
- 오츠카 제약 SOYJOY (2021년 ~ )

## 수상
| 연도 | 시상식                      | 부문                        | 작품                                                                   |
| ---- | --------------------------- | --------------------------- | ---------------------------------------------------------------------- |
| 2014 | 제38회일본 아카데미상       | 신인상                      | 종이달, 이별까지 7일 만들기,사랑, 육체를 느낄 때,사랑의 소용돌이       |
| 2014 | 제39회엘란도르상            | 신인상                      | MOZU,대공항 2013,종이달, 이별까지 7일 만들기,사랑의 소용돌이,어른 드롭 |
| 2014 | 제36회요코하마 영화제       | 남우조연상                  | 종이달, 이별까지 7일 만들기,사랑, 육체를 느낄 때                       |
| 2014 | 제27회닛칸스포츠 영화대상   | 남우조연상                  | 종이달, 이별까지 7일 만들기,사랑, 육체를 느낄 때                       |
| 2014 | 제57회블루리본상            | 남우조연상                  | 종이달, 이별까지 7일 만들기,사랑, 육체를 느낄 때                       |
| 2014 | 제88회키네마 준보 베스트 10 | 남우조연상                  | 종이달, 이별까지 7일 만들기,사랑, 육체를 느낄 때                       |
| 2017 | 제39회요코하마 영화제       | 남우주연상                  | 도쿄의 밤하늘은 항상 가장 짙은 블루                                    |
| 2017 | 제33회 타카사키 영화제      | 남우주연상                  | 도쿄의 밤하늘은 항상 가장 짙은 블루                                    |
| 2017 | 제9회TAMA영화상             | 남우주연상                  | 도쿄의 밤하늘은 항상 가장 짙은 블루                                    |
| 2018 | 제41회요코하마 영화제       | 남우주연상                  | 킬링                                                                   |
| 2018 | 제33회 타카사키 영화제      | 남우주연상                  | 킬링                                                                   |
| 2018 | 제7회 재팬 액션 어워드      | 베스트 액션 남우부문 우수상 | 킬링                                                                   |
| 2019 | 제41회요코하마 영화제       | 남우주연상                  | 미야모토가 너에게                                                      |
| 2019 | 제32회닛칸스포츠 영화대상   | 남우주연상                  | 미야모토가 너에게                                                      |
| 2019 | 제93회키네마준보 베스트 10  | 남우주연상                  | 미야모토가 너에게                                                      |
| 2019 | 2020 오사카 필름 페스티벌   | 남우주연상                  | 미야모토가 너에게                                                      |

## 참조주
1. ↑  “천재 아역에서 젊은 실력파로!『요코미치 세노스케』에 출연한 이케마츠 소스케”. 《CREA WEB》. 2013년 2월 22일. 2021년 5월 26일에 확인함.
2. ↑  “영화제 단골 츠카모토 신야 감독 첫 사극 《킬링》을 베네치아가 열렬한 환영!”. 《ELLE》. 2018년 9월 9일. 2018년 9월 12일에 확인함.